# Европско првенство у атлетици на отвореном 1946 — скок удаљ за жене
Такмичење у скоку удаљ у женској конкуренцији на 3. Европском првенству у атлетици 1946. одржано је 23. августа на стадиону Бислет у Ослу.
Титулу освојену у Пааризу 1938, није бранила Ирмгард Прец из Немачке.

## Земље учеснице
Учествовало је 16 такмичарки из 10 земаља.
1. Данска (1)
2. Италија (1)
3. Луксембург (1)
4. Мађарска (1)
5. Норвешка (3)
6. Пољска  (1)
7. Совјетски Савез (2)
8. Уједињено Краљевство (3)
9. Холандија (1)
10. Шведска (2)

## Рекорди
| Рекорди пре почетка Европског првенства 1938. | Рекорди пре почетка Европског првенства 1938. | Рекорди пре почетка Европског првенства 1938. | Рекорди пре почетка Европског првенства 1938. | Рекорди пре почетка Европског првенства 1938. |
| --------------------------------------------- | --------------------------------------------- | --------------------------------------------- | --------------------------------------------- | --------------------------------------------- |
| Светски рекорд                                | Фани Бланкерс-Кун Холандија                   | 6,25                                          | Лајден, Холандија                             | 19. септембар 1944.                           |
| Европски рекорд                               | Фани Бланкерс-Кун Холандија                   | 6,25                                          | Лајден, Холандија                             | 19. септембар 1944.                           |
| Рекорди европских првенстава                  | Ирмгард Прец Немачка                          | 5,88                                          | Беч, Аустрија                                 | 17. септембар 1938.                           |

## Освајачице медаља
|                                      |                   |                         |
| Герда ван дер Каде-Каудејс Холандија | Лидија Гајле СССР | Валентина Васиљева СССР |

## Резултати

### Квалификације
Квалификациона норма за улазак у финале (КВ) износила је 5,05 метара.
| Пласман | Такмичарка                 | Држава               | Време             | Белешке |
| ------- | -------------------------- | -------------------- | ----------------- | ------- |
| 1.      | Герда ван дер Каде-Каудејс | Холандија            | 5,42              | КВ      |
| 2.      | Валентина Васиљева         | СССР                 | 5,40              | КВ      |
| 3.      | Грета Магнусон             | Шведска              | 5,38              | КВ      |
| 4.      | Аслав Солхајм              | Норвешка             | 5,44              | КВ      |
| 5.      | Амелија Пичинини           | Италија              | 5,21              | КВ      |
| 6.      | Ане Иверсен                | Данска               | 5,20              | КВ      |
| 7.      | Едит Øieren                | Норвешка             | 5,14              | КВ      |
| 8.      | Ула Брит Алтин             | Шведска              | 5,13              | КВ      |
| 9.      | Илона Фекете               | Мађарска             | 5,19              | КВ      |
| 10.     | Станислава Валасјевич      | Пољска               | 5,00              |         |
| 11.     | Дора Гарднер               | Уједињено Краљевство | 5,00              |         |
| 12.     | Џојс Џад                   | Уједињено Краљевство | 4,77              |         |
| 13.     | Кетлин Дајер-Тили          | Уједињено Краљевство | 4,50              |         |
| 14.     | Оснилд Брандволд           | Норвешка             | 4,26              |         |
| -       | Лидија Гајле               | СССР                 | Непознат резултат | КВ      |
| -       | Мили Лудвиг                | Луксембург           | Непознат резултат | КВ      |

### Финале
| Пласман | Такмичарка                 | Држава     | Време | Белешке |
| ------- | -------------------------- | ---------- | ----- | ------- |
|         | Герда ван дер Каде-Каудејс | Холандија  | 5,67  |         |
|         | Лидија Гајле               | СССР       | 5,66  |         |
|         | Валентина Васиљева         | СССР       | 5,63  |         |
| 4.      | Амелија Пичинини           | Италија    | 5,28  |         |
| 5.      | Ане Иверсен                | Данска     | 5,25  |         |
| 6.      | Ула Брит Алтин             | Шведска    | 5,34  |         |
| 7       | Грета Магнусон             | Шведска    | 5,13  |         |
| 8       | Илона Фекете               | Мађарска   | 5,16  |         |
| 9       | Аслав Солхајм              | Норвешка   | 5,06  |         |
| 10      | Едит Øieren                | Данска     | 4,92  |         |
| 11      | Мили Лудвиг                | Луксембург | 4,91  |         |

## Укупни биланс медаља у бацању кугле за жене после 3. Европског првенства 1938—1946.[3]
|    | Земља           | Злато | Сребро | Бронза | Укупно |
| -- | --------------- | ----- | ------ | ------ | ------ |
| 1. | Немачка         | 1     | 0      | 1      | 2      |
| 2. | Holandija       | 1     | 0      | 0      | 1      |
| 3. | Совјетски Савез | 0     | 1      | 1      | 2      |
| 4. | Пољска          | 0     | 1      | 0      | 1      |
|    | Укупно {4}      | 2     | 2      | 2      | 6      |

|                                       | Атлетичарка                           | Земља                                 | Злато                                 | Сребро                                | Бронза                                | Укупно                                |
| Није био вишеструких освајача медаља. | Није био вишеструких освајача медаља. | Није био вишеструких освајача медаља. | Није био вишеструких освајача медаља. | Није био вишеструких освајача медаља. | Није био вишеструких освајача медаља. | Није био вишеструких освајача медаља. |
| ------------------------------------- | ------------------------------------- | ------------------------------------- | ------------------------------------- | ------------------------------------- | ------------------------------------- | ------------------------------------- |